# Ритиввож
Ритивво́ж (рос. Рытыввож) — річка в Республіці Комі, Росія, права притока річки Велика Порожня, правої притоки річки Печора. Протікає територією Троїцько-Печорського району.
Річка починається на південь від гори Тумбік (721 м), протікає на південний схід.